# Sái Trọng
Sái Trọng (chữ Hán: 祭仲, ?-682 TCN), thường dịch là Tế Trọng, tự Trọng Túc (仲足), tên thật Sái Túc (祭足), tự là Trọng, là đại phu nước Trịnh thời Xuân Thu trong lịch sử Trung Quốc.

## Phò giúp Trịnh Trang công
Tế Trọng bắt đầu xuất hiện trong sử sách từ thời Trịnh Trang công (743 TCN-701 TCN). Sau khi Trịnh Trang công lên ngôi theo lời của mẹ là Vũ Khương, phong cho em là Thúc Đoạn ở đất Kinh, gọi là Kinh Thái thúc. Đất Kinh vốn là đất lớn, nên Tế Trọng khuyên Trịnh Trang công không nên phong cho Đoạn vì nếu Đoạn ở đất Kinh nuôi dưỡng quân, tích trữ binh khí sẽ mau chóng lớn mạnh, ngày sau sẽ sinh loạn nhưng Trịnh Trang công nể lời mẹ, cho rằng nên để tới khi Thúc Đoạn làm loạn rồi mới đánh dẹp. Sau đến 722 TCN, Thúc Đoạn nổi loạn, bị Trịnh Trang công đánh bại.
Năm 720 TCN, Chu Bình vương qua đời, cháu là Cơ Lâm lên ngôi tức Chu Hoàn vương. Chu Hoàn vương trọng dụng Quắc công, muốn bãi chức khanh sĩ của Trịnh Trang công. Trịnh Trang công tức giận, sai Sái Trọng đánh nhà Chu, cắt lúa đất Ôn và đất Thành đem về. Từ đó Chu và Trịnh bất hòa.
Năm 718 TCN, nước Vệ và nước Yên hợp quân đánh Trịnh, Trịnh Trang công sai Tế Trọng và Nguyên Phồn, Tiết Giả đem quân ra chống, đánh bại liên quân Vệ-Yên.
Năm 707 TCN, Chu Hoàn vương hội chư hầu đánh Trịnh để báo thù. Tế Trọng theo Trịnh Trang công đem quân giao chiến với vua Chu ở Nhu Cát. Tướng Trịnh là Chúc Đam bắn trúng vua Chu. Chu Hoàn vương phải lui quân. Trịnh Trang công thấy quân mình bắn trúng vua Chu, sợ mang tiếng vô lễ, sai Tế Trọng đến tạ lỗi.
Năm 706 TCN, Tề Hi công cảm phục thế tử Hốt giúp mình đánh quân Nhung, muốn gả con gái là Văn Khương cho nhưng thế tử Hốt không chịu. Tế Trọng khuyên thế tử Hốt, cho rằng Trịnh Trang công có nhiều con được sủng ái, nếu như thế tử Hốt lấy con gái vua Tề, nhận được sự hậu thuẫn của Tề Hi công thì sẽ dễ dàng nối ngôi, nhưng Cơ Hốt vẫn không chấp nhận.

## Bị uy hiếp ở nước Tống
Năm 701 TCN, Trịnh Trang công qua đời. Thế tử Cơ Hốt lên làm vua, tức Trịnh Chiêu công. Em Cơ Đột là công tử Đột sang làm con tin ở nước Tống. Họ ngoại của Đột là họ Ung có thế lực ở nước Tống nên Tống Trang công ủng hộ Cơ Đột, muốn lập lên ngôi vua. Năm 700 TCN, Trịnh Chiêu công sai Tế Trọng đi sứ nước Tống. Tống Trang công bèn uy hiếp Tế Trọng lập Cơ Đột đoạt ngôi, nếu không sẽ giết chết. Tế Trọng nghe theo, mật ước với nước Tống, rồi trở về nước ép Trịnh Chiêu công nhường ngôi. Trịnh Chiêu công không làm gì được phải chạy trốn sang nước Vệ. Tháng 6 năm đó, Tế Trọng đón Cơ Đột về nước lập làm vua, tức Trịnh Lệ công.

## Quyền thần nước Trịnh
Sau khi tôn lập Trịnh Lệ công, Tế Trọng nắm hết quyền hành, lấn át vua Trịnh. Năm 697 TCN, Trịnh Lệ công giận Tế Trọng, bàn với con rể của Tế Trọng là Ung Củ định ám sát ông, vợ Ung Củ là con gái Tế Trọng dò biết được, về nhà hỏi mẹ giữa cha và chồng nên chọn ai thì bà mẹ bảo nên cứu cha, Ung thị bèn báo cho Tế Trọng biết mưu của Trịnh Lệ công. Tế Trọng bèn giết chết Ung Củ. Trịnh Lệ công nghe tin, bỏ trốn sang đất Lịch, giết đại phu Đan Bá trấn giữ ở đó rồi chiếm đất Lịch. Tống Trang công nghe tin cũng đem quân giúp Trịnh Lệ công. Quân Trịnh không sao đánh được.
Tế Trọng sang nước Vệ đón Trịnh Chiêu công về phục ngôi.
Đại phu nước Trịnh là Cao Cừ Di bất hòa với Trịnh Chiêu công. Tháng 10 năm 695 TCN, nhân Trịnh Chiêu công đi tế lễ, Cừ Di bí mất sai người bắn chết Trịnh Chiêu công.
Sau khi Chiêu công bị giết, người nước Trịnh muốn đón Trịnh Lệ công về phục ngôi nhưng Tế Trọng và Cao Cừ Di không chịu, lập con thứ ba của Trịnh Trang công là Trịnh Tử Vỉ lên ngôi.
Tề Tương công nghe tin Cừ Di giết vua, bèn triệu Trịnh Tử Vỉ đến hội. Tử Anh và Cao Cừ Di chuẩn bị đi sứ. Tế Trọng kiến nghị không nên đi nhưng Tử Vỉ không nghe. Sau Tử Vỉ và Cừ Di bị Tề Tương công giết chết. Tế Trọng lập Trịnh Tử Anh lên ngôi.
Năm 682 TCN, Tế Trọng qua đời. Ông làm đại phu qua 5 đời vua Trịnh. Hai năm sau, Trịnh Lệ công từ đất Lịch đem quân về kinh, giết Tử Anh phục ngôi.

## Nhận định
Việc Tế Trọng không theo Tử Vỉ sang hội với nước Tề, nên không bị giết cho thấy ông là người thông minh, tiên liệu được nguy hiểm sắp xảy ra.
Trong khi đó việc Tế Trọng phế Trịnh Chiêu công để lập Trịnh Lệ công, theo như đánh giá trong Công Dương truyện (một trong những tác phẩm bình luận về kinh Xuân Thu) khen việc làm của Tế Trọng là vì quyền lợi quốc gia, vừa có thể tránh cho nước Trịnh một cuộc chiến tranh với nước Tống, vừa bảo toàn tính mạng cho Trịnh Chiêu công để sau này trở về phục vị.
Tuy nhiên một tác phẩm bình luận về kinh Xuân Thu khác là Cốc Lương truyện cho rằng việc làm của Tế Trọng thực chất là tham sống sợ chết. Còn theo Sử ký, việc Tế Trọng phế trưởng lập thứ đã dẫn đến nội loạn trong nước Trịnh, làm nước Trịnh suy yếu.